# DSA-360
La DSA-360 es una carretera perteneciente a la Red Primaria de la Diputación Provincial de Salamanca, que une la carretera  SC-SA-1  con la carretera  DSA-370 .
Atraviesa las localidades de Fuenteguinaldo y Casillas de Flores.

## Origen y Destino
La carretera  DSA-360  tiene su origen en la intersección con la carretera  SC-SA-1  a su paso por el término municipal de El Bodón y termina en la intersección con la carretera  DSA-370  en el término municipal de Navasfrías. formando parte de la Red de carreteras de Salamanca.